# W.I.T.C.H.
W.I.T.C.H. es una serie de libro-cómics de fantasía/superhéroes creada en Italia por Elisabetta Gnone, Alessandro Barbucci,y Barbara Canepa, publicado por primera vez en Italia en abril de 2001. Cuenta la historia de cinco chicas adolescentes que fueron elegidas para ser las nuevas Guardianas de Kandrakar con la misión de proteger la muralla. Para este propósito las chicas fueron dotadas de poderes mágicos basados en los cuatro elementos de la naturaleza y el poder que las une, al que se interpreta de varias formas: amor, energía o confianza.

## Personajes principales

### Will Vandom
Willa "Will" Vandom es la protectora del Corazón de Kandrakar, un poderoso collar que tiene el poder de los Cuatro Elementos: (Agua, Tierra, Fuego y Aire), y contiene la Energía Absoluta. Es una chica tímida pero llena de energía. Es una amiga leal, y todas sus inseguridades desaparecen cuando se transforma, ya que es la W.I.T.C.H. más poderosa, la Guardiana del Corazón de Kandrakar. Demuestra una gran fuerza de voluntad y la capacidad para tomar difíciles decisiones cuando las W.I.T.C.H. se encuentran en medio de situaciones extremas. Su signo zodiacal es Capricornio.
Will vive sola con su madre, Susan, que rompió la relación con su padre Tim debido a las deudas de este con diversos acreedores y sus fechorías, y que ahora está casada con el profesor de historia de Will, Dean Collins. Le gusta Matt Olsen, cantante de los Cobalt Blue, lo cual la llevó a trabajar en la tienda de mascotas de su abuelo Mike por un tiempo, y su gota astral consiguió besarlo antes que ella. Le encantan las ranas y las colecciona; tiene todo tipo de cosas referentes a ellas y le apasiona la natación. Su mascota es una ardilla llamada Ghiro. Viste con ropa cómoda y deportiva, de colores alegres. Siempre va de un lado a otro montada en su bicicleta.

### Irma Lair
Irma  es la guardiana que tiene el poder del Agua. Irma es descendiente Salvadoreña y es hija de un comisario de policía originario de El Salvador, aunque no es muy energíca, si es muy bromista, para nada tímida, y a menudo algo sarcástica. A veces usa sus poderes para obtener provecho personal, por ejemplo, controlar las preguntas de los profesores en clase.
Irma es famosa por hacer siempre comentarios inadecuados en sitios inadecuados. Es quisquillosa y se enfada con facilidad; suele tener muchas peleas con Cornelia, con quien choca a menudo. Irma no tiene ninguna relación y cada vez le gusta alguien distinto; está en busca constante del chico de sus sueños. Sin embargo, su amigo Martin Tubbs sí que está enamorado de ella y no se corta para mostrarlo. Irma lo quiere como amigo pero sabe bien que físicamente no le atrae. Más adelante conoce a un chico llamado Stephen con el que tiene su primer noviazgo. Su signo zodiacal es piscis.
Irma vive con su padre y su madrastra y de esta relación nació su medio hermano menor Christopher, con quien suele pelearse pero en el fondo le quiere mucho. Es fanática de la cantante Karmilla y tiene una tortuga llamada Lechuga como mascota.

### Taranee Cook
Taranee Cook representa el Fuego. Es hija de un abogado y de una jueza y tiene un hermano mayor, Peter, experto en patineta. Es una chica muy estudiosa,inteligente,tímida y que por lo general sabe controlar bien sus emociones. Aunque suele ser dócil, reservada y muy madura para su edad, si juegan con sus sentimientos o los hieren se enoja con mucha fuerza y nada puede pararla, lo cual incrementa drásticamente sus poderes. Es una chica algo tímida, pero al transformarse se vuelve mucho más segura de sí misma y con un carácter fácilmente explosivo. Le gustan las matemáticas y es aficionada a tomar fotografías de la naturaleza, aunque odia a los insectos.
Su gran amor es Nigel Ashcroft; a pesar del oscuro pasado de su chico, a Taranee no le importa y no se cansa de luchar con su inflexible madre para que lo acepte. Al final, discuten porque el ingreso de Taranee en la Escuela de Danza Jensen dejará muy poco tiempo para su relación. Tras cortar, Taranee empieza a sentirse atraída por un compañero de la Jensen, Luke. Su signo zodical es Aries.

### Cornelia Hale
Cornelia es la guardiana que tiene el poder de la tierra. Su signo zodiacal es Tauro. Es muy decidida y más cuando se transforma, también es muy vanidosa, refinada, culta, madura y tiene un gran sentido de la moda. Su pasatiempo es patinar sobre hielo, deporte en el cual es muy buena y ha ganado varias medallas. Su mejor amiga es Elyon Portrait, que acaba siendo reina de Meridian,´´La Luz de Meridian``. Cornelia es muy escéptica: nunca ha creído en las fábulas ni historias paranormales, demostrándolo así en el inicio de la historia con que no existe tal cosa de poderes sobrenaturales. Debido a su carácter dominante, a veces tiene rivalidades con Will por el liderazgo del grupo. Cornelia goza de mejor situación económica que sus amigas y vive en uno de los barrios ricos de Heatherfield, ya que su padre dirige un banco de prestigio y su madre nunca esta en casa. Tiene una hermana menor llamada Lillian y su mascota es un gato llamado Napoleón que Will le regaló.
Su amor es un joven de Meridian llamado Caleb, a quien conoce porque él ayuda a las cinco chicas a salvar a Elyon de las manos de Phobos. Con el tiempo ellos dos se enamoran y salen juntos hasta que Caleb decide quedarse en Meridian. Durante un tiempo están separados y Cornelia empieza a salir con el hermano de su amiga Taranee, Peter, el chico del que está enamorada.

### Hay Lin
Hay Lin es Lua el Aire. Es una chica asiática cuyos padres regentan un restaurante chino, el "Silver Dragon". Su abuela es la ex-guardiana Yan Lin. Hay Lin es una chica muy dulce, soñadora y fantasiosa, llena de creatividad; adora dibujar y diseñar su propia ropa y lo hace bastante bien. Tiene como hábito escribirse notas y hacerse dibujos en la palma de su mano para no olvidar cosas que considera importantes, y que le pueden ser útiles después. Es muy positiva y le encanta todo relacionado al espacio exterior, como extraterrestres y estrellas. Además, es la más optimista del grupo. Sin embargo, al igual que el aire, Hay Lin puede ser apacible pero también tempestuosa, y puede crear desde suaves brisas hasta furiosos tornados. Su signo zodiacal es Géminis.
Su amor es Eric Lyndon, un chico por el que está loca con el que pasa a veces mucha vergüenza por su propio carácter alocado y despistado, pero que sin embargo le aporta toda su fuerza.

## Otros personajes

### Familia Vandom
- Mike Vandom. Padre de Tony, antiguo suegro de Susan y abuelo paterno de Will y William. Mike tiene 72 años y trabaja arreglando vehículos en su taller.Culpa a su hijo dejando a romper de la relación de susan cuando mike estaba muy furiosamente a tim cuando quedó en custiodia. Hace muchos años participó en La Guerra De Vietnam cuando era joven y tiene una foto de él con su vestimenta de soldado en una repisa.
- Thomas "Tony" Vandom. Padre de Will y exmarido de Susan. Solo aparece en algunos capítulos. También es algo (por decir) egocéntrico, ambicioso, y está obsesionado con tener éxito y riqueza. La única razón de su retorno fue para presionar a su exmujer a cambio de que se quedara con la custodia de Will; al final desaparece cuando la ex-guardiana Kadma le da el dinero que en principio solicitó a Susan para jamás volver a la vida de Will.Después el final de la serie,su hija lo abandono para siempre dejando repudiandoce
- Susan Vandom. La madre de Will. Ha sufrido mucho por culpa de su expareja Tim, y por eso se mudó de su antigua ciudad, Fadden Hills, para huir de él en cuanto tuvo ocasión. Discute bastante con su hija Will, tanto por el carácter tozudo de ambas como porque Will no aprueba su relación con Dean Collins, aunque poco a poco Will aprenderá a comprender a ambos.
- William Collins Hermano pequeño de Will y el hijo de Susan Vandom y de Dean Collins. Al principio Will tiene celos de él pero al final le acaba queriendo igual que el resto de la familia. Su madre tuvo un accidente de coche cuando estaba embarazada de él, pero afortunadamente no le pasó nada. Al ser el hermano de Will, heredó los poderes mágicos de su hermana. Puede volar y hacer encantamientos como Will, aunque sea tan pequeño.
- Ghiro/Lirón. Mascota de Will, gracias a la cual conoció a Matt. Fue en un parque, en el que Will confundió a Matt con Uriah, que perseguía a Lirón para maltratarlo. Murió en la tienda de mascotas del abuelo de Matt después de haber sido atropellado por un camión.
- Dean Collins. Padrastro de Will y padre de william. Will no se lleva muy bien con él, pero poco a poco le irá queriendo más. Susan tiene a su hermano con Dean. Dean es el profesor de historia de Will. Para todos sería bueno, pero para Will no, dado que si se duerme o pasa algo en clase, Dean se lo dice a Susan. De esta manera, Susan siempre está informada.

### Familia Lair
- Comisario Tom Lair. Padre de Irma y Christopher. Ayudó a los agentes de la Interpol Medina y Mctiennan a investigar sobre el caso de la desaparición de Elyon. Es un hombre sereno y tranquilo con su familia mientras que en el trabajo es un profesional bien considerado, experto y meticuloso.
- Anna Bannister.  la madre de Irma y Christopher. Aunque no es la madre biológica de Irma debido a que ella es el segundo matrimonio del padre y que su madre desapareció o cuando falleció, ella la ha criado e Irma la quiere como si fuese su madre. Trabaja como ama de casa y tiene un carácter pacífico, aunque no le falta genio para calmar las discusiones familiares; su hija ha heredado de ella la punzante ironía.
- Christopher Lair. Hermano menor de Irma, es muy gruñón, travieso y competitivo, aunque Irma siempre se toma la revancha, lo que causa que estén en lucha permanente.
- Lechuga. Mascota de Irma. Es una pequeña tortuga de agua que vive en un acuario en la habitación de Irma y es la depositaria de todos sus secretos.

### Familia Cook
- Stephen Cook. Padre de Taranee y Peter y marido de la jueza Nora Cook. Trabajó como psicólogo y ahora es abogado y consultor en el tribunal de Heatherfield. Es un hombre abierto y comprensivo y trata de respaldar a su hija en las discusiones con su madre.
- Nora Robson. Madre de Taranee y Peter y esposa de Stephen Cook. Es una mujer inflexible y testaruda. A pesar de eso, mientras no se la desobedece es amable y buena persona. Solía discutir con su hija por intentar impedir la relación de ésta con Nigel.
- Peter Cook. Hermano mayor de Taranee. Es frívolo, alocado y definitivamente solo piensa en divertirse y no aburrirse (es gran aficionado al baloncesto y surf), pero en realidad este carácter despreocupado solo oculta a un chico más sensible y con más dudas de lo que parece; Taranee no cambiaría a su hermano por nada en el mundo, ya que están muy unidos. También le interesan mucho las chicas, pero la única de la cual está enamorado es Cornelia. Peter comparte piso con cuatro amigos, y como es de suponer, lo tienen un pelín desordenado.

### Familia Hale
- Lionel Hale. Padre de Cornelia y Lilian. Es el director del banco de Central Credit, un importante banco de Heatherfield. Se desvive por sus hijas y está dispuesto a hacer cualquier cosa por ellas. Es muy pacífico y siempre intenta encontrar una solución a los problemas de casa.
- Braianna Landon. Madre de Cornelia y Lilian. Trabaja como restauradora y apenas esta en casa, y está muy orgullosa de su familia. Su carácter es muy parecido al de Cornelia, pero es más tranquila y madura y esto evita enfrentamientos entre las dos.
- Lilian Hale. Hermana pequeña de Cornelia. Cornelia y ella se pelean con frecuencia, pues el carácter testarudo e inflexible de la mayor y el carácter revoltoso, hiperactivo y fastidioso de la menor hacen que su la relación pueda ser muy difícil. Sin embargo, ambas se adoran mutuamente. Le gusta organizar meriendas con sus muñecos y meterse y cotillear en la vida privada de Cornelia.
- Napoleón. Mascota de Cornelia, un simpático gatito negro que le regaló Will cuando comenzó a trabajar en la tienda del abuelo de Matt, al que siempre le cuenta sus secretos para desahogarse. Al principio a Cornelia no le gustaba y lo despreció creyendo que había atacado a Caleb transformado en flor, sin embargo, cambió de opinión cuando descubrió que en realidad Napoleón lo protegía de ser picado por un cuervo. Normalmente Lilian, su hermana menor, juega mucho con él.

### Familia Lin
- Jin Lin. Padre de Hay Lin. Trabaja como mesero del restaurante Silver Dragon, aunque estaría perdido sin la ayuda de su mujer para llevar el local. Es un padre afectuoso y muy protector cuyo hobby es la ornitología.
- Maya Yin. Madre de Hay Lin, trabaja como gerente del dicho restaurante familiar. Es una mujer tranquila y práctica a la que le gusta contarle a su hija las leyendas que le contaba la abuela Yan Lin.
- Yan Lin. Abuela de Hay Lin. Era una de las antiguas guardianas junto con Nerissa, Cassidy, Halinor y Kadma. Ella era la "portadora" del poder del Aire, y tenía gran amistad con Nerissa. La anciana muere en el segundo cómic pero pasa a ser consejera de Kandrakar en la otra vida. Más tarde se vuelve parte más importante de Kandrakar debido a un reparto de poderes con el Oráculo, Endarno y ella. Finalmente acaba siendo el nuevo Oráculo. Curiosa, comprensiva y muy cómica aunque tiene una hermana gemela perdida,su tía abuela, Mira-Lin.

### Endarno
Al principio era el Guardián de la Torre de las Nieblas, prisión de Kandrakar. Fue Oráculo un tiempo pero estaba poseído por Phobos, el hermano de Elyon. Al volver a la normalidad, participa en el triunvirato que reparte los poderes y responsabilidades del oráculo entre tres personas.

### Elyon Portrait
Elyon Portrait era una chica normal del instituto Sheffield y la mejor amiga de Cornelia, pero tras descubrir que en realidad ella procede de Meridian, vuelve allí con Cedric. Por culpa de los planes de su hermano Phobos, acaba creyéndose todas las mentiras que le cuenta Cedric, pero poco a poco se da cuenta de la verdad. Termina convirtiéndose en reina de Meridian tras liberar del hechizo de Phobos a la Corona de Luz. Adora dibujar, sobre todo paisajes de su nuevo mundo. Extraña Heatherfield y a sus amigas, pero sabe que tiene muchas responsabilidades como Reina de Meridian. Su amor es un joven de Meridian llamado Caleb, el exnovio de Cornelia, al cual conoce porque él ayuda a las cinco chicas a salvar a Elyon de las manos de Phobos. Después de que él decide quedarse en Meridian, con el tiempo ellos dos se enamoran y salen juntos.

### Phobos
El hermano mayor de Elyon, cruel y manipulador. Después de gobernar Meridian durante mucho tiempo, Elyon, su hermana menor, aparece como la verdadera Reina de Meridian.Elyon lo destrona y borra su paso por Meridian, mandándole a la Torre de las Nieblas. Phobos se condena a sí mismo a caer y caer en el infinito por toda la eternidad tras el fracaso de su plan de recuperar su poder al hacerse con el título de Oráculo.

### Cedric
Cedric es aliado de Phobos. Es el que hace el "trabajo sucio" y el primer villano que conocen las W.I.T.C.H. En la Tierra el parece un humano normal, pero se puede transformar en una serpiente gigante y escurridiza. El Oráculo le devuelve a Heatherfield, donde intenta rescatar a un espíritu maligno atrapado en un libro, el señor Ludmoore. Para esto, necesitas las piedras del fuego, de la tierra, del agua, y del aire. Todas estas, han caído en Heatherfield, y las WITCH deberán conseguirlas antes que Cedric para no desatar un desastre. Además, Cedric ha tendido una trampa a Matt (el novio de Will) incitándole a abrir el libro, el cual absorbe a todos los humanos que lo toquen.
En cierto modo, le gusta Orube. Una vez dentro del libro, Cedric intenta salvar a Orube, ya que Ludmoore le hizo la promesa de fulminar a quien se interponga entre él y el Corazón y Orube detiene a Will cuando va a hacerlo. El rayo hiere profundamente a Cedric, quien se declara a Orube antes de disolverse en tinta. Orube decide regresar a Basiliade para superar mejor la pérdida.

### Caleb
Nacido como murmurante, no tarda en desarrollar su independencia y rebeldía en contra de su príncipe y señor Phobos. La historia de Caleb y Cornelia está considerada como la mejor historia de amor de todas las sagas. Cornelia le vio por primera vez en sueños. Elyon realiza un dibujo de Caleb como regalo para su amiga por una medalla en patinaje. En la revista n.º 7, Cornelia va en busca de Elyon a Meridian, topándose con Vathek en la biblioteca Ye Olde Bookshop. Este comenta que ya tiene todo lo que le pidió Caleb. Cuando escucha el nombre, Cornelia siente que debe conocerle. Más tarde, Caleb rescata a Cornelia de morir ahogada. Cuando se encuentran, ambos se asombran, aunque no es hasta el final del capítulo cuando ambos afirman ser correspondidos. Caleb le regala una flor hecha con una lágrima, para verificar que aquello no fue un sueño, sino un amor puro y real, y como símbolo de la promesa de volverse a ver.
En la revista nº11 Caleb, en un gesto de honor a su pueblo, encara al tirano Phobos. Phobos convierte al rebelde en lo que se podría decirse es la primera etapa del murmurante: una flor.
Tras este suceso, Cornelia cambia drásticamente de forma de ser, y tras la revista nº12, con la coronación de Elyon y la victoria en la batalla, Cornelia se vuelve huraña y desconfía de todo el mundo. En la revista nº14, Cornelia consigue con el poder del cambiante salvar a Caleb, uniendo todo su poder y transportándose desde su casa hasta Kandrakar para huir de Luba, la guardiana de las gotas astrales, que debía quitarle a Cornelia el poder que había absorbido del cambiante, que no era sino el de todas sus compañeras.
Allí, Caleb llega a la segunda fase de murmurante, y con una lágrima de Cornelia recupera su verdadero aspecto.
Tras esto, Cornelia y Caleb se proclaman pareja oficial, hasta que se dan cuenta de que deben tomar una decisión: O Caleb va a la tierra, o Cornelia va a Meridian.
Con esta historia conseguimos el especial: Caleb y Cornelia.
Ahora Caleb reina Meridian con su amiga Elyon, de la que se está empezando a enamorar, mientras Cornelia sigue su vida mundana, junto al hermano de una de sus mejores amigas.

### Matt Olsen
Matt es el novio de Will. Es muy bueno con los animales y de vez en cuando ayuda a su abuelo Mike en la tienda que tiene. Matt descubre el secreto de las WITCH en un incidente en el que Cedric intentó robarle a Will el Corazón de Kandrakar en una cita. Matt demuestra ser un buen amigo de las chicas, ya que al romperse la Clepsidra con las Arenas del Tiempo inventa una coartada para salvar a cada una de las chicas de sus padres. Matt toca la guitarra en la exitosa banda de los Cobalt Blue. Cedric le tendió una trampa y quedó atrapado en el libro de los elementos de Jonathan Ludmoore.
Matt arrebata los poderes a las W.I.T.C.H, pero tenía que hacerlo para que éstas pudieran recibir sus nuevos poderes, más potentes. También se descubre que había estado ligado a Kandrakar desde siempre. 

### Orube (Rebeca Rudolph)
Protegida del Oráculo, por un tiempo estuvo como reemplazo de Taranee, debido a su autosuspención. Tiene un aire felino y se enfada fácilmente. Vive en la casa de la señora Rudolph, dice ser su sobrina para ocultarse en la tierra. Trabaja en la tienda del abuelo de Matt, pero más tarde decide ingresar en la universidad, donde comienza a estudiar periodismo. Tiempo más tarde consiguió otro empleo como redactora de una revista de chicas.Parecía que los únicos hombres en su vida eran: su vecino, un famoso pianista, y Joshua un simpático bombero con el que también coincidió en la universidad. Pero al final se enamora de Cedric y sufre mucho tras su muerte.

### Oráculo
El exjefe de las WITCH, tenía el control de Kandrakar. Varias veces las WITCH han criticado su comportamiento; pero a la hora de la verdad siempre lo han apoyado. Fue expulsado de Kandrakar, pero con ayuda de las WITCH y Orube, recuperó su puesto. Su verdadero nombre es "Himerish" y proviene de Basiliade. Durante un tiempo fue maestro de un grupo de guerreros honorables tras una terrible guerra en su mundo.

### Nerissa
Una de las antiguas guardianas de Kandrakar, era la depositaria del Corazón de Kandrakar. Nerissa se volvió malvada, corrompida por el poder y el Oráculo decidió que ella ya no podía tener el Corazón, dándoselo a su compañera Cassidy. Furiosa, Nerissa asesinó a su compañera, por lo que fue juzgada en Kandrakar y la condenaron a estar prisionera en el monte Thanos.
Cuando Nerissa se liberó de su prisión, estaba de aspecto no grato a la vista y casi sin poderes, tuvo que quitarle a Caleb la energía que Cornelia le había dado para revivir, solo así volvió a su aspecto normal. Nerissa busca por todos los medios recuperar el Corazón y vengarse de Kandrakar. Las WITCH lograron vencerla en Kandrakar definitivamente, una vez Nerissa misma tomó de sus guerreros (Ceniza, Tridarno, Shagon y Khor), la energía que les había dado, pero de poco le sirvió: acabó siendo polvo

### Nigel Ashcroft
Desde que le regaló a Taranee la mariposa que ella había estado buscando para un trabajo, los dos habían intentado llevar su relación más allá de la amistad, pero no lo lograron hasta que la madre de Taranee aprobó a Nigel. La razón por la que la Jueza Cook no quería que Nigel se juntara con sus hijos, fue porque a diferencia de estos, ella sabía que Nigel tenía un hermano en prisión juzgado por ella. En cuanto su hermano sale del reformatorio y se junta con él, Nigel sufre un gran cambio y abandona a Taranee. Después, los dos hermanos comienzan a practicar el vandalismo contra la jueza Cook y su familia. Finalmente, Nigel se separa de su hermano, le pide disculpas a Taranee y a su familia y vuelve a su vida normal. Nigel también se junta con Matt, Peter, Eric, Martin y Joe. Le apasiona el baloncesto y el cine. Mucho tiempo antes, cuando recién había conocido a Taranee, Nigel se juntaba con Uriah y sus amigotes.
Después, en la saga: "Fuera de Control" aparece en la vida de Taranee un chico llamado Luke Pratt, lo que dificulta la relación de ella y Nigel.Nigel cree que Taranee está demasiado tiempo con sus nuevos amigos y discuten hasta que cortan.

### Eric Lyndon
Es el novio de Hay Lin. Se conocieron por accidente. Hay Lin estaba patinando, cuando su cartera se enganchó en la moto de Eric. Este la ayudó a levantarse, y fue amor a primera vista. Además, Eric aprecia la cultura de Hay Lin, e incluso habla chino. El abuelo de Eric, un astrónomo, ayudó mucho a las WITCH cuando intentó descifrar el Diario de Halinor, que ocultaba secretos valiosos para Will. Eric ya le presentó sus padres a Hay Lin, pero ella había tirado días antes una sopa encima de su madre en el restaurante. Más tarde, Eric se muda con sus padres a otra ciudad,y se declara a Hay Lin en carta. Eric le regala un ordenador a Hay Lin para que estén en contacto, pero cada vez hay menos noticias de él hasta que ya no sale más en los cómics.

### Medina y Mctiennnan
Son agentes de la Interpol, apodados "el gigante y la niña". Comenzaron a investigar la desaparición de la familia Portrait e intentaron ver si Cornelia sabía algo; e incluso descubrieron el sótano secreto donde se encontraba el primer portal, aunque no averiguaron el secreto. Algo más tarde, reaparecen como compañeros de Sylla, al que nunca han visto, y su nueva misión (con su jefa, Nora Frieder), es que Sylla deje de investigar a las Witch.

### Instituto Sheffield
El instituto Sheffield es donde estudian las W.I.T.C.H.
- Directora Knickerbocher: Es estricta y severa, pero amable. Es bajita, de pelo es gris y siempre lleva un moño.
- Gideon: es el conserje. Es alto, de media edad con bigote y pelo castaño.
- Warton: la profesora de dibujo. Lleva gafas. Es joven y guapa, de pelo castaño y rizado.
- Mitridge: profesora de física. Mujer mayor de pelo gris y gafas
- Kelly: profesora de teatro. Joven de piel oscura y con el pelo rizado y negro recogido en un moño.
- Dean Collins: profesor de historia y padrastro de Will.
- Horseberg: es el profesor de matemáticas. A Irma no le cae muy bien, y hace muchas bromas sobre él.
- O'Neill: profesor de gimnasia.
- Grounod: profesor de francés.
- Raphael Sylla: profesor de informática. Trabaja como espía para desenmascarar a las Witch. Tras capturar a la gota astral de Will, los detectives de la Interpol Medina y McTiennan (encargados antiguamente del caso de la desaparición de Elyon), van a salvarla pensando que es Will. Esto ocasiona un enfrentamiento entre los jefes de la organización a la que pertenecen, y el oráculo se ve obligado a intervenir y borrar sus memorias. Esta acción fue la que propició su juicio y expulsión de su cargo.

## Historia
La historia en el cómic, es la siguiente:

### 1.ª Saga: Los Doce Portales (número 1 al 12)
El Oráculo anuncia que la Muralla está en peligro y es necesario elegir nuevas guardianas.
Will llega a Heatherfield y en su nueva escuela conoce a Taranee, Cornelia, Hay Lin, Irma y Elyon.
Las chicas descubren sus poderes y la abuela de Hay Lin, Yan Lin, les encomienda cerrar los doce portales que conectan Hearthfield, su ciudad, con Meridian, un reino dominado por un perverso tirano: el príncipe Phobos.En el transcurso, Cedric, fiel vasallo de Phobos, habla con la amiga de las Witch, Elyon, revelándole que es la reina legítima de Meridian, pero engañándola para que luche contra sus amigas, diciendo que ellas son enemigas de su pueblo y de hermano Phobos, hasta que, Cornelia, junto a Caleb, el líder de los rebeldes, le abren los ojos.
El día de su coronación, las guardianas van al Metamundo para evitar que Elyon caiga en la trampa que Phobos le tenía preparada. Elyon y las W.I.T.C.H se enfrentan a Phobos y Cedric, quienes son derrotados y Elyon es coronada Reina de Meridian.
- N.º 1 "El poder de las cinco"
- N.º 2 "Los doce portales"
- N.º 3 "La otra dimensión"
- N.º 4 "El poder del fuego"
- N.º 5 "La última lágrima"
- N.º 6 "Ilusiones y mentiras"
- N.º 7 "Un día lo encontrarás"
- N.º 8 "Las rosas negras de Meridian"
- N.º 9 "Los cuatro dragones"
- N.º 10 "Un puente entre dos mundos"
- N.º 11 "La corona de luz"
- N.º 12 "Así sea para siempre"

### 1.ª Mini-saga: Luba, La Guardiana De Las Gotas (número 13 al 15)
Luba, una sabía de Kandrakar, presenta sus dudas ante el Oráculo y el consejo, revelando sus pensamientos, pues cree que las Guardianas son inexpertas e incapaces de cumplir con su misión, e intenta convencer a la congregación, pero termina siendo juzgada y acusada, pues al actuar con las gotas propicia la aparición de un cambiante que absorbe todos los poderes y busca el de la Tierra, dándole toda la energía a Cornelia.
La historia en la cual Cornelia toma el protagonismo para salvar a su amado murmurante del maleficio: Caleb.
- N.º 13 "Sé quién eres"
- N.º 14 "El final de un sueño"
- N.º 15 "El valor de elegir"

### 2.ª Saga: La venganza de Nerissa (número 16 al 23)
Ya que Caleb posee una copia de los cinco poderes, se crea la situación perfecta en la que Nerissa despierta en su prisión en el Monte Thanos. Nerissa, una ex-guardiana que se corrompió por el poder del Corazón de Kandrakar, ataca a las WITCH en sueños, buscando venganza sobre Kandrakar. Finalmente, mediante engaños, le roba el corazón de Kandrakar a Will, pero Cassidy le entrega su corazón, por lo que las Witch se enfrentan a Nerissa y la vencen de una vez por todas. La historia de Caleb y Cornelia da un giro para tomar una última decisión, que acaba en un tierno y triste adiós. (Introducción del especial: Caleb y Cornelia). 
Títulos de los cómics:
- N.º 16 "El despertar de Nerissa"
- N.º 17 "No cierres los ojos"
- N.º 18 "Fragmentos del verano"
- N.º 19 "La otra verdad"
- N.º 20 "El soplo del odio"
- N.º 21 "Bajo el signo de la sombra"
- N.º 22 "El corazón roto"
- N.º 23 "Adiós"

### 2a MiniSaga: El padre de Will
Después de su batalla con Nerissa aparece misteriosamente Thomas Vandom, el padre de Will, con el pretexto de querer rehacer su familia con Susan y su hija. Al principio Will lo cree un hombre bueno y que habla con sinceridad, pero un día los escucha discutiendo sobre su custodia. Thomas había hecho una demanda contra Susan y solo la retiraría si ella le daba dinero. Kadma, la ex-guardiana de la tierra, interviene para ayudar a Will, le da el dinero a Thomas para que retire la demanda y se aleje de ellas de una vez por todas. Lirón se escapa y es atropellado por un camión y al final muere en la tienda del Sr. Olsen.
- N.º 24 "Confía en mí"
- N.º 25 "Sombras de Agua"
- N.º 26 "Chantaje final"

### 3.ª Saga: El Reino de Arkhanta
Taranee se siente utilizada por el Oráculo y renuncia temporalmente, para ocupar su lugar llega Orube, que se hace pasar por la sobrina de la Señora Rudolph. Cornelia, Taranee y Hay Lin se van al colegio Redstone por un tiempo, mientras que Will e Irma se quedan en Heatherfield.
El rey Ari de Arkhanta se alza contra el Oráculo, culpándolo a él de una rara enfermedad que tiene su hijo Maqui, que intentó curar capturando una banshee. Debido a que la banshee es incapaz de curar al niño, Ari le pide otros tres deseos: una inmensa fortuna, una enorme casa (su palacio, el Bastión Escarlata) y que la banshee le sirviera como esclava durante el resto de su vida. Ari planea quitar el poder al Oráculo con la magia de la banshee. Mientras en la Tierra, las gotas astrales de las WITCH comienzan a rebelarse, consiguiendo su libertad. 
- N.º 27 "La Renuncia"
- N.º 28 "Tan Lejos, Tan Cerca"
- N.º 29 "El mal Menor"
- N.º 30 "El camino del viento"
- N.º 31 "La voz del silencio"
- N.º 32 "El juego de las partes"
- N.º 33 "El regalo más grande"

### 3a Mini Saga: Las Gotas Astrales
Las dobles de las WITCH están hartas de seguir las órdenes de sus dueñas, desarrollan personalidades diferentes y se sienten utilizadas por las guardianas. Por eso deciden escaparse de Heatherfield para hacer sus propias vidas. Pero cuando las encuentran, las Witch les conceden su libertad y el Oráculo les da vidas nuevas.
- N.º 34 "Gotas de libertad"
- N.º 35 "Vidas reflejadas"
- N.º 36 "Espíritus rebeldes"

### 4.ª Saga: La posesión de Endarno
Cuando Phobos se apodera del cuerpo de Endarno, el guardián de la Torre de las Nieblas, las cosas comienzan a marchar muy mal en el centro del infinito.
El Oráculo es expulsado y reemplazado por Phobos, Elyon es encarcelada y obligada a cederle la corona de la Luz, y Cornelia es elegida para poseer una clepsidra que puede detener el tiempo. Pero se la entrega Endarno, que en ese momento estaba poseído por Phobos. Al final las WITCH vencen a Phobos, pero cuando lo iban a atrapar él se lanza al vacío. En cambio sí atrapan a Cedric. Después de ello el Oráculo le quita los poderes y lo devuelve a la Tierra.
- N.º 37 "El juicio"
- N.º 38 "El deseo del corazón"
- N.º 39 "Batir de alas"
- N.º 40 "El último secreto"
- N.º 41 "Toda la verdad"
- N.º 42 "Sin esperanza"
- N.º 43 "Magia de Luz"
- N.º 44 "Nunca más solas"
- N.º 45 "Doble engaño"
- N.º 46 "La fuerza del valor"
- N.º 47 "Las arenas del tiempo"

### 5.ª Saga: El libro Mágico
Cuando las WITCH y Orube creen que todo ha terminado, el Oráculo les avisa que mandará a Cedric a la Tierra, sin poderes. Por su parte, Orube es aceptada como reportera en un periódico y comienza a investigar sobre las leyendas de Heatherfield y va directamente a la librería de Cedric, donde empieza a sospechar de él: entre los libros de Heatherfield encuentra el nombre de Jonathan Ludmoore, un alquimista. 
Tratando de ayudarla, Will le aconseja vaya a ver al profesor Collins, su futuro padrastro. Este les empieza a contar la historia de Ludmoore y Will, Hay Lin y Orube descruben que Ludmoore trató de invocar a los elementos para ayudar a Phobos a destruir la muralla.
Orube va a visitar otra vez a Cedric descubren que tienen en común sentirse extraños en ese mundo. En ese momento, los dos empiezan a sentir algo del uno por el otro pero nunca lo mencionan. Cedric va a Villa Ludmoore a ver unos libros, y ahí mismo encuentra el libro del alquimista, que en su portada tiene un ojo, con el cual Irma tuvo visiones en los espejos de agua. Ludmoore hace un pacto con Cedric, y este engaña a Matt para meterlo dentro del libro. Cuando las Guardianas descubren que Matt está atrapado en el libro, deciden entrar sin abrir los candados con las piedras de los elementos, y con ellas van Orube y Cedric. Dentro del libro, tienen que pasar por una serie de capítulos hasta llegar con Matt. Lamentablemente, después de mostrar Cedric su afecto hacia Orube, muere. Después de la muerte de Cedric, Orube escribe el título del último capítulo y luego de una cegadora luz se hallan en una completa oscuridad.
Encuentran a Matt encerrado en un reloj de arena (pero en lugar de arena tiene tinta) escribiendo el libro y aparece Ludmoore exigiendo el corazón de Kandrakar. Después de una dura batalla, Matt se da cuenta de que la única forma de vencerlo es borrándolo del libro que escribió, busca la primera vez que apareca Ludmoore y lo tacha como si no hubiera existido. Todos salen del libro y en Kandrakar les dan las gracias, Orube se queda y los demás van a la Tierra para presenciar la boda de Susan y Collins.
- N.º 48 "Nuevos Horizontes"
- N.º 49 "Entre sueño y realidad"
- N.º 50 "Mágicas de cualquier forma"
- N.º 51 "Fuera de control"
- N.º 52 "El ojo del libro"
- N.º 53 "Una música distinta"
- N.º 54 "Un abrazo más"
- N.º 55 "Un día después"
- N.º 56 "El enigma"
- N.º 57 "La isla de los recuerdos"
- N.º 58 "Ilusiones"
- N.º 59 "Las entrañas del mundo"
- N.º 60 "Aire y tierra"
- N.º 61 "El mundo dentro del libro"
- N.º 62 "Entre las páginas"
- N.º 63 "Salidas y llegadas"

### 6.ª Saga: Los Ragorlang
Matt recibe una invitación para ser parte de los músicos de la cantante Karmilla, y acepta aunque signifique estar alejado de Will. 
Hay Lin visita a Eric. Allí conoce a Tecla Ibsen y a su esposo, que le hablan sobre los Ragorlangs, monstruosas criaturas que absorben los pensamientos y las voces de sus víctimas. Poco después, las chicas luchan contra el primer Ragorlang y descubren que pertenece a Tecla, que comienza a atarlas. 
Folkner, un cazador de Ragorlans, se une a las WITCH para derrotar a Tecla, pero su verdadero propósito es apoderarse de esos monstruos. Cuando cumple su objetivo se convierte en uno de ellos. Las guardianas lo derrotan durante un concierto de Karmilla y llevan a los Ibsen a Kandrakar, para que vivan tranquilos.
- N.º 64 "El hombre que grita"
- N.º 65 "Sólo una flor"
- N.º 66 "Recuerdos reflejados"
- N.º 67 "De tu parte"
- N.º 68 "El lado oscuro"
- N.º 69 "Más allá de los confines"
- N.º 70 "Silencio Total"
- N.º 71 "Rastros de miedo"
- N.º 72 "El rayo verde"
- N.º 73 "El latido negro"
- N.º 74 "El corazón del fin"

### 7.ª Saga: Nuevo Poder
Una extraña semilla comienza a crecer en Kandrakar. Para proteger la fortaleza, el Oráculo decide bloquear todo lo que los une con el exterior, incluyendo a las Guardianas; por ello le pide a Matt que les quite sus poderes y el Corazón de Kandrakar. La semilla es de Dark Mother, a quien las Witch derrotan tras perfeccionar sus poderes al máximo. El oráculo dimite por haber sucumbido al poder del árbol y Yan Lin, que aguantó hasta el final, le sucede.
- N.º 75 "Como eras, ahora eres"
- N.º 76 "Tierra"
- N.º 77 "De todas las estrellas
- N.º 78 "Fuego"
- N.º 79 "Aqua"
- N.º 80 "Emociones"
- N.º 81 "Aire"
- N.º 82 "Energía"
- N.º 83 "Volver a Kandrakar"
- N.º 84 "Movimiento único"
- N.º 85 "Yo soy tú"
- N.º 86 "En el corazón"

### 8.ª Saga: Teach 2b Witch
Las WITCH descubren que algunos humanos de Haetherfield son seres mágicos. Se les asigna la tarea de identificar a estas personas y enseñarles cómo utilizar sus poderes. Hay una "escuela de magia", la cual es un autobús de color rosa en los laterales de la señal de "Teach Bruja 2b" visible solo a los ojos de aquellos que poseen poderes mágicos. En estas misiones también aparece Liam, un chico que se hace pasar por amigo de las WITCH pero en realidad es aliado de Takeda. 
Takeda tiene dos hijas, Shinobu y Mariko. Mariko está encarcelada por su padre en un tanque, pero su mente está en el Mundo Rápido, el mundo del que procede Liam, para que cumpla con su deber. Liam secuestra a William para que Takeda lo mate, pero Matt les sigue y acaba congelado por uno de los cyborg guardianes. Liam salva a William llevándolo al mundo rápido, al que también va Shinobu al inyectarse el fluido que le permite a Liam vivir en la Tierra, y las Witch para salvar a Liam. Allí se unen al ejército de la Reina Blanca para luchar contra la Reina Negra, que es Mariko. La salvan de su prisión, y cuando la Reina Blanca la intenta matar, Liam se interpone. Al volver a la Tierra, la Reina las sigue. La Witch la derrotan usando sonidos para hacerla visible. Comienzan las clases de magia, donde las Witch tardarán en acostumbrarse a Kandor, el conserje, y este a We.
- N.º 87 "Una ola de frío"
- N.º 88 "¿Quién de vosotros?"
- N.º 89 "La llave del verano"
- N.º 90 "Corazón dio un vuelco"
- N.º 91 "Mucho más"
- N.º 92 "No solo más"
- N.º 93 "Lejos de ello"
- N.º 94 "El día del juicio final"
- N.º 95 "Las lágrimas infinitas"
- N.º 96 "Aquí en el corazón"
- N.º 97 "El mundo mágico"
- N.º 98 "Dulce, en el Fondo"
- N.º 99 "Un chapuzón en el aire"

### 9.ª Saga: 100% W.I.T.C.H.
Saga con temas independientes, en la que cada capítulo cuenta una historia autoconclusiva sobre las chicas y otros personajes secundarios, donde la magia queda en un segundo plano y las guardianas se enfrentan a sus problemas diarios con sus familias, amigos y el instituto. En una menor medida se enfrentarán a enemigos mágicos que quieren destruirlas, como los Rúnicos, un grupo de cinco magos malvados que controlan los poderes oscuros de los cinco elementos (N.° 104 "Otro mundo"). 
"Zodiaco" y "Fue el destino" siguen una misma trama, donde Nihila, una hechicera antigua mantiene prisioneros a los signos del zodiaco (todos excepto Libra) para ser la dueña de los destinos de la gente, y solo los seres mágicos son inmunes a su flujo, pero no así sus seres queridos. Para las guardianas provocará que Matt se enamore de otra chica, la casa de Hay Lin se quemará, la madre de Irma ganará un gran premio en la lotería, Irma tendrá una hermosa casa, pero en el corazón vacío y el padre de Cornelia estará en peligro a causa de un viaje en avión. Si bien habrá un peligro para las chicas, se las arreglan para no llevar a cabo los planes de la reina, y ellas deciden impugnar las pruebas de los elementos agua, fuego, tierra y aire. Taranee, Cornelia, Will e Irma pierden su reto, pero Hay Lin, con el peso de su destino aún sin cumplir, se las arregla para derrotar a la Reina de la Oscuridad, y todo el mundo puede volver a vivir sus vidas al decidir su propio futuro.
- N.º 100 "100% de Witch"
- N.º 101 "Rising Star"
- N.º 102 "El primer día"
- N.º 103 "Que usted no está"
- N.º 104 "Otro mundo"
- N.º 105 "Una carta de un sueño"
- N.º 106 "Zodíaco"
- N.º 107 "Fue el destino"
- N.º 108 "Papá corazón"
- N.º 109 "Verdad Verde"
- N.º 110 "Madres magia"
- N.º 111 "Trabajo en equipo"
- N.º 112 "Primeros días"
- N.º 113 "El largo beso"
- N.º 114 "Volver a la escuela"
- N.º 115 "Un viaje especial"
- N.º 116 "La distancia correcta"
- N.º 117 "La mejor fiesta"

### 10.ª Saga: Ladies vs WITCH
Las WITCH se tienen que enfrentar a tres nuevas enemigas: Lady Giga, Lady Crash y Lady Kimikal. Y se tienen que buscar el modo de derrotarlas sin herir a quienes les rodean.
- N.º 118 "Todo en un día"
- N.º 119 "Música en el aire"
- N.º 120 "Lady Giga"
- N.º 121 "Diez años más tarde"
- N.º 122 "Matemáticamente posible"
- N.º 123 "Lady Crash"
- N.º 124 "Un cachorro de un amigo"
- N.º 125 "La otra mitad"
- N.º 126 "Lady Kimikal"
- N.º 127 "Abrázame"
- N.º 128 "Una palabra"
- N.º 129 "Corazones destinados"

### 11.ª Saga: Magical Souvereigns
Ésta es la Última saga del cómic, y se trata de que las WITCH ya han cumplido con su misión con Kandrakar y tienen que tomar diversas pruebas para ver si se quedan con sus poderes o se quedan atrapadas dentro de los mundos de las pruebas.
- N.º 130 "Una nueva amiga"
- N.º 131 "La magia de los sentimientos"
- N.º 132 "Siempre juntas"
- N.º 133 "Pequeña magia"
- N.º 134 "Mañana"
- N.º 135 "Similar al corazón"
- N.º 136 "Sobre la red"
- N.º 137 "Cuéntame"
- N.º 138 "Un mundo diferente"
- N.º 139 "WITCH!"

## Episodios
| Temporada | Temporada | Episodios | Estados Unidos          | Estados Unidos          | Latinoamérica         | Latinoamérica         | España                  | España                  | España |
| Temporada | Temporada | Episodios | Estreno                 | Final                   | Estreno               | Final                 | Estreno                 | Final                   |        |
| --------- | --------- | --------- | ----------------------- | ----------------------- | --------------------- | --------------------- | ----------------------- | ----------------------- | ------ |
|           | 1         | 26        | 18 de diciembre de 2004 | 17 de agosto de 2005    | 3 de octubre de 2005  | 22 de enero de 2006   | 4 de septiembre de 2005 | 22 de noviembre de 2006 |        |
|           | 2         | 26        | 5 de junio de 2006      | 23 de diciembre de 2006 | 17 de octubre de 2006 | 31 de octubre de 2007 | 4 de marzo de 2007      | 17 de febrero de 2008   |        |

## Mundos

### Kandrakar
Kandrakar es una dimensión en el centro del Universo, donde el tiempo y el espacio no existen. Es la fortaleza donde los más sabios de muchos mundos se reúnen para discutir el estado de los mundos que son de su interés. Simplemente observan y no interfieren.

### Meridian
Meridian es un mundo gobernado por los Escanor, originarios de la Tierra. Durante mucho tiempo Meridian estuvo aislado del resto del universo, ya que lo gobernaba el malvado príncipe Phobos. Con la ayuda de las Guardianas y la gente de Meridian, la heredera legítima al trono, Elyon, reina de nuevo. Elyon es la última de los Escanor.

### Arkhanta
Arkhanta es un mundo parecido a la Tierra, gobernado por Ari. Ari acusó a Oráculo de no querer curar a su hijo. Incluso la banshee Yua fue incapaz de ayudarle. Con engaños, Ari mantuvo a Yua en su ciudadela escarlata. A pesar de todo, Ari trajo prosperidad a su pueblo. Sabiendo que ha recibido todo gracias a los poderes de Yua, la gente es feliz y él está perturbado. Afortunadamente, después de las Guardianas hayan liberado a Yua, a Maqui y curado al hijo de Ari, cualquier amenaza de la ira Yua ha terminado. Por su parte, Ari pone fin a su hostilidad hacia Kandrakar.

### Basiliade
En Basiliade se encuentra el Oráculo Himerish y Orube. Forma parte de un sistema solar binario.

### Zamballa
Zamballa, también conocido como el Planeta Púrpura, es un planeta de selva exuberante compuesta casi en su totalidad de plantas de color púrpura. Contiene varias especies de plantas e insectos, pero las únicas formas de vida sensibles son los Zamballa, que se asemejan a animar a árboles gigantes.
Zamballa siempre había sido un planeta pacífico, el único conflicto que jamás se vio siendo amenazas de otro mundo de seres como Phobos y Nerissa. Los zamballos vivían pacíficamente en las selvas que prosperan con los insectos y otra vida vegetal hasta el día que Phobos y su ejército intentó invadir el planeta. Halinor, Yan Lin, y Kadma, las últimas que quedaban como Guardianas, llegaron y ayudaron a defender el planeta del ataque de Phobos. Agradecido por su ayuda, Ironwood, el líder de los Zamballos, ofreció Kadma el Corazón de Zamballa y la invitó a vivir en Zamballa. Kadma aceptó su oferta y salir las Guardianas, convirtiéndose en la reina de Zamballa.

## Diferencias entre el cómic y la serie animada
Como en muchos cómics, en el paso a la versión animada de la serie, los creadores se toman ciertas libertades para dramatizar, censurar y cambiar la historia original. Aquí hay un listado de diferencias importantes entre la serie animada y el cómic original:
- Caleb no tiene familia en el cómic, era un Murmurante. En la serie, durante la segunda temporada, se descubre que es hijo de Nerissa.

- En el cómic, el cumpleaños de Elyon es el 31 de octubre, mientras que en la serie animada aparece como el 13 de marzo.

- En los libros y cómics, el corazón de Kandrakar está guardado en la palma de la mano de Will, pero en la TV lo guarda en un collar.

- En el cómic, Matt no descubre que Will y sus amigas son las guardianas hasta el episodio n.º 39 y en la serie lo descubre en el penúltimo capítulo de la primera temporada.

- En el cómic, Taranee es tímida, mientras que en la serie parece más abierta y despistada.

- En la serie animada, una fracción o la mayoría de la gente de Meridian son seres humanos, pero en los cómics son realmente lagartos o tienen una cierta forma de reptiles.

- En el cómic la abuela de Hay Lin tiene el pelo blanco y muere poco tiempo después de darle el Corazón de Kandrakar a Will, uniéndose al Consejo de Kandrakar. En la serie su pelo es de color azul y no muere.

- En la serie, Caleb está con las Witch desde el principio; en cambio, en los cómics aparece a partir del capítulo 8.

- En los cómics las Witch no tienen que pronunciar ningún hechizo para invocar a las gotas astrales; en la serie sí.

- En la serie Hay Lin tiene medias largas y en los cómics, calcetines.

- En la serie Martin sale totalmente diferente a como aparece en los cómics.

- En los cómics, Caleb tiene unas marcas verdes en la cara, en la serie no las tiene

- En el cómic Matt tiene una banda pero en la serie la inicia apenas en el episodio 19 de la segunda temporada.

- En el cómic Matt tiene el cabello color café pero en la serie de TV lo tiene negro azulado.

- En el cómic Elyon se va Meridian en el segundo capítulo, pero en la serie Phobos no la conocía y ella se va con él poco después de que la descubra.

- En el cómic, Joel tiene la barba rubia y en la serie la tiene color café.

- En el cómic la banda de Matt se llama Cobalt Blue pero en la serie se llama Wreck 55.

- En la serie Matt no termina con Will mientras que en el cómic si.

- En la serie Matt le regala a Will una mascota que se llama Mr. Huggles. En el cómic Will consigue un lirón y se lo queda de mascota.

- En el cómic, el padre de Irma tiene el pelo grisáceo. En la serie lo tiene café.

- En el cómic Matt tiene barba mientras que en la serie no tiene.

- En la serie Susan no acepta a Mr. Huggles y Will se lo da a Irma para que se lo cuide pero poco tiempo después la descubren y se lo pasan a Hay Lin. En el capítulo 4 de la segunda temporada se escapa del sótano donde está y se lo pasan a Taranee pero su padre es alérgico a los animales peludos y se lo dan a Cornelia. Pero la mascota de Lilian(la hermana de Cornelia) y Mr. Huggles se pelean y entonces se lo pasan a Elyon, se escapa y al final Mr. Huggles se queda con Matt. En el cómic Will mantiene a su mascota escondida en su habitación.

- En la serie el logo de W.I.T.C.H es azul claro y el del cómic es rosado.

- Cuando Nerissa se transforma en guardiana su ropa es rosa en la serie animada y verde en el cómic.

- En el cómic, Phobos tiene la barba y las cejas anaranjadas. En la serie, las tiene rubias, como su cabello
- En la serie Caleb y Cornelia acaban juntos y en el libro no.
- En la serie Cornelia se comporta como si fuese frívola y en el libro no lo es y además es muy inteligente.

## Otros medios

### Videojuego
WITCH es un juego de plataformas para la consola Game Boy Advance sp, lanzado en Europa en octubre de 2005 por Disney Interactive y en los EE. UU. y otros países de América Latina casi un año después, en septiembre de 2006, a través de Buena Vista Games.
Aunque el arte de la caja se asemeja al aspecto de los personajes en el cómic, la historia del juego y los gráficos están basados en la serie de televisión animada basada en el cómic, también llamado W.i.t.c.h.